# Iglesia y Cementerio Episcopal de la Trinidad
La Iglesia y Cementerio Episcopal de la Trinidad son una iglesia y cementerio histórico ubicado sobre Church Street en Abbeville, Carolina del Sur.

## Historia
La Iglesia Episcopal de la Trinidad es un ejemplo de arquitectura neogótica. El obispo Thomas F. Davis consagró el edificio en 1860, construido según los planos de George E. Walker, arquitecto de Columbia. Las paredes sólidas tienen más de dos pies de espesor y están construidas con ladrillos. Están recubiertas con cemento que, con el paso de los años, ha adquirido una suave pátina rosada de la arcilla nativa subyacente. La aguja de la iglesia tiene 130 pies de altura. El órgano, fabricado por John Baker de Charleston, se instaló poco después de la construcción de la iglesia y es uno de los dos órganos conocidos en Carolina del Sur. En el interior se encuentra un vitral sobre el altar proveniente de Inglaterra el cual superó los bloqueos de la Unión en la década de 1860 y luego fue transportado al interior del país.
El patio de la iglesia y el cementerio contienen jardines de bojes, magnolios antiguos y las tumbas de líderes de la iglesia. El edificio fue inscrito en el Registro Nacional de Lugares Históricos el 6 de mayo de 1971.